# محوطه شماره ۲بمپور
محوطه شماره ۲بمپور مربوط به هزاره اول و ۲ قبل از میلاد - دوره اشکانیان - دوره ساسانیان است و در شهرستان ایرانشهر، بخش بمپور، دهستان قاسم‌آباد، روستای سیدآباد، صد متری شرق پل سیدآباد واقع شده و این اثر در تاریخ ۱۴ اسفند ۱۳۸۵ با شمارهٔ ثبت ۱۷۸۸۱ به‌عنوان یکی از آثار ملی ایران به ثبت رسیده است.